# Rolando Tauguinas
Rolando José Tauguinas (Presidencia Roque Sáenz Peña, 1 de noviembre de 1929 - Resistencia, 22 de junio de 2012) fue un médico y político argentino que se desempeñó como gobernador de la provincia del Chaco entre 1991 y 1995.
Nacido en Presidencia Roque Sáenz Peña, hijo de padre de origen lituano y madre correntina, fue ministro de Salud de Chaco durante la gestión del gobernador de facto José Ruiz Palacios, quien lo respaldó en su carrera política.
Accedió al poder en nombre del partido provincial Acción Chaqueña, en unas elecciones muy reñidas, donde la diferencia con la segunda fuerza fue de menos del 1% de los sufragios. Así, Tauguinas se alzó con el 37,48% de los votos frente al Frente Justicialista Popular, que obtuvo un 37,11%.
Su mandato gobernó desde el 11 de diciembre de 1991 hasta el 10 de diciembre de 1995.